# Hagia Sion
Hagia Sion (griechisch Heiliger Zion) war eine byzantinische Kirche am Berg Zion in Jerusalem.
Die Hagia Sion wurde um das Jahr 415 unter Bischof Johannes II. als fünfschiffige Basilika gebaut. Im gleichen Jahr wurden infolge einer Vision des Mönches Lukian aufgefundene Gebeine dem Erzmärtyrer Stephanus zugeschrieben. Bereits am 26. Dezember 415, dem Fest König Davids und des Herrenbruders Jakobus, überführte man die Reliquien in die Hagia Sion. 
Die Kirche ist im 560/565 entstandenen Mosaik von Madaba in Jordanien verzeichnet, wurde aber bereits im Jahr 614 durch den persischen König Chosrau II. zerstört. Beim Bau der heutigen Hagia Maria Sion stieß man auf ihre Fundamente und die anderer Kirchen.